# Хосров II (царь Великой Армении)
Хосров II Великий (арм. Խոսրով Բ Մեծ; ? — 287) — царь Великой Армении из династии Аршакуни.

## Происхождение
Сын царя Великой Армении Трдата II и неизвестной матери. Хосров был тёзкой своего деда по отцовской линии Хосрова I и парфянских монархов: Хосроя I и Хосроя II. Как указывает Нина Гарсоян, в армянских источниках Хосрова II часто путают с дедом Хосровом I.
Очень мало известно о его жизни до того, как он стал царём. В частности, принц Хосров участвовал в военных походах отца против шахиншаха Арташира.

## Смерть
Смерть Хосрова Великого все излагают примерно одинаково, основываясь на информации, приведённой, в том числе, в сочинении Мовсеса Хоренаци. Убийцей Хосрова называют его родственника (С. Туманов предполагает, что он мог быть братом Хосрова) Анака. Подкупленный Сасанидами, Анак под видом перебежчика прибыл со своей семьёй к Хосрову, а затем, улучив момент, убил Хосрова. Анак и его семья были убиты и лишь младенца по имени Сурен кормилица увезла на западную окраину империи. Впоследствии при крещении Сурен сын Анаков получил имя Григорий, будущий Григорий Просветитель Всея Армении…

## Семья
Имя жены (жён?) Хосрова неизвестно. Детьми Хосрова были царь Трдат III и дочь по имени Хосровидухт.